# DSA-234
La DSA-234 es una carretera perteneciente a la Red Secundaria de la Diputación Provincial de Salamanca que une la localidad de Tejeda y Segoyuela con la  SA-215 .
Además pasa también por las localidades de La Rinconada de la Sierra, La Bastida y Cilleros de la Bastida.

## Origen y Destino
La carretera  DSA-234  tiene su origen en el casco urbano de Tejeda y Segoyuela en la intersección con las carreteras  SA-212  y  DSA-223 , y termina en Cereceda de la Sierra en la intersección con la carretera  SA-215  formando parte de la Red de carreteras de Salamanca.